# Yaeji
Yaeji, właśc. Kathy Yaeji Lee (ur. 6 sierpnia 1993 w Nowym Yorku) – amerykańsko-koreańska piosenkarka i producentka. Tworzy głównie muzykę elektroniczną i deep house, zawierającą jej wokal w języku angielskim i koreańskim.

## Biografia
Kathy Yaeji Lee urodziła się we Flushing w nowojorskiej dzielnicy Queens. Jest jedynaczką pochodzącą z koreańskiej rodziny. W wieku 5 lat przeniosła się z Nowego Yorku do Atlanty, a następnie do Południowej Korei gdzie kontynuowała naukę. Kathy dorastała w Seulu, lecz studia zdecydowała się rozpocząć w Pittsburgu. Kierunki, jakie udało się jej studiować na przestrzeni lat to: sztuka koncepcyjna, projektowanie graficzne i humanistykę wschodnioazjatycką na uniwersytecie Carnegie Mellon. Jej początki z muzyką rozpoczęły się w momencie dołączenia do stacji radiowej WRCT uniwersytetu Carnegie Mellon, gdzie pierwszy raz przedstawiono jej muzykę elektroniczną. Nowe środowisko pozwoliło jej na stworzenie pierwszych piosenek za pomocą programu Ableton Live i otworzyło drogę do kariery DJ-a.
W momencie skończenia studiów Yaeji wróciła do Nowego Yorku, aby kontynuować swoją karierę muzyczną i rozwijać się jako producentka. Pierwszym wydanym singlem był utwór New York 93', który nawiązuje do miejsca i roku urodzenia artystki. Debiutancka EP-ka o tytule Yaeji ukazała się 31 marca 2017 r., dzięki wytwórni Godmode. Producentka w 2018 r., wystąpiła na festiwalu Coachella.
W listopadzie 2017 r. Kathy wydała drugi krążek pt. EP2, który zdobył dobre recenzje i pozwolił na zyskanie większej popularności. Piosenka Raingurl w 2021 r. znalazła się na playliście T Magazine The New York Times – Right Here: Asian Women Artists in the West.

## Dyskografia
| Tytuł                          | Rok wydania | Wytwórnia     |
| ------------------------------ | ----------- | ------------- |
| What We Drew = 우리가 그려왔던 | 2020        | XL Recordings |

| Tytuł                                               | Rok Wydania | Wytwórnia          |
| --------------------------------------------------- | ----------- | ------------------ |
| Yaeji                                               | 2017        | Godmode            |
| Therapy                                             | 2017        | Godmode            |
| EP2                                                 | 2017        | Godmode            |
| Remixes, Vol. 1                                     | 2017        | Godmode            |
| One More                                            | 2018        | brak               |
| Charli XCX feat. Clairo (2) & Yaeji – February 2017 | 2019        | Asylum Records     |
| Yaeji And Oh Hyuk – Year to Year / 29               | 2021        | XL Recordings Ltd. |